# 竹中労
竹中 労（たけなか ろう、本名：たけなか つとむ、1928年3月30日、戸籍上では1930年5月30日 - 1991年5月19日）は、日本のルポライター、アナーキスト、評論家。
東京都出身。甲府中学（現：山梨県立甲府第一高等学校）中退。「夢野京太郎」「ケンカ竹中」「反骨のルポライター」などの異名を持ち、芸能界や政界に斬り込む数々の問題作を世に送り出した。晩年には癌を患うが、闘病しながら活動を続けた。
父はシュルレアリスムの画家として知られる竹中英太郎であり、彼の作品にも影響を与えた。妹の金子紫は「竹中英太郎記念館」の館長を務めており、兄と父の遺志を引き継ぐ形で活動を続けている。

## 年譜
- 1928年 - 画家の竹中英太郎と八重子（旧姓：伊津野）の子として東京市牛込区肴町（現・東京都新宿区神楽坂5丁目）に生まれる。戦災後復活した戸籍では1930年5月30日出生となっているが[2]、旧制中学校在籍簿には1928年3月30日出生とある。
- 1945年 - 甲府中学（現：山梨県立甲府第一高等学校）で校長退陣を求め、初鹿野宏らとストライキを指揮する。山梨県庁へのデモ行進や学校占拠を続け、校長が辞意を表明するに至るも退学勧告を受ける。
- 1947年 - 日本共産党に入党。その後、山谷や横浜寿町に住み込み肉体労働に従事する。各地で労働組合活動に取り組み、何度も逮捕される。
- 1952年 - 甲府刑務所に収監される。日本共産党からは党員資格を剥奪される。
- 1953年 - 釈放された後に、芸能を通した活動に目覚める。
- 1959年 - 「ルポライター」を名乗り『女性自身』のライターとなる。
- 1961年 - 党の内部変革を図り、日本共産党に復党。
- 1964年
  - 千葉県船橋市の高根台団地に居住する（団地自治会長も務めた）。
  - 12月30日 - デビュー作『団地七つの大罪 近代住宅の夢と現実』を出版する。
- 1965年 - この頃から「世界革命」を志し、アジア各地や、キューバ、韓国、パレスチナなどをたびたび訪れる。
- 1966年 - 「東映俳優労働組合争議」を支援。
- 1967年 - 映画『祇園祭』の制作をめぐり、日本共産党京都府委員会と対立し、党を除名になる[4]。
- 1968年 - 山谷解放闘争を支援。『タレント帝国』で渡辺プロダクションのテレビ界支配を告発。
- 1969年
  - 米軍統治下の沖縄へ初めて渡り、琉球独立党を支援する。また多くの島唄のミュージシャンたちと交流しイベントの構成を行う。
  - 『週刊明星』連載の「書かれざる美空ひばり」における「ひばりの歌声は差別の土壌から生まれて下層社会に共鳴の音波を広げたこと、あたかもそれは、世阿弥、出雲のお国が賎民階級から身を起こした河原者の系譜をほうふつとさせる。……ひばりが下層社会の出身であると書くことは『差別文書』であるのか」との文言が部落解放同盟に問題視され糾弾を受ける。この糾弾内容に激怒した竹中は、部落解放同盟に血闘を申し込んだ。このときのことを竹中は、著書に以下のように記している。

集英社に押しかけた（部落解放同盟の）代表のひとりは、掌をひろげて、「指が六本あるか！」としきりにいうのでした。何をバカなと、小生は虫酸のはしる思いがしました。この男は、部落解放運動半世紀の歴史を、最低の次元にまでひきずりおろしてみせたのです。おまけに、顔をなでて、「クロンボみたいに黒いか」とまでいう。黒人なら差別されて当然、とでもいうつもりか。このような愚か者が衆をたのんで出版社をおどし歩く、いったいこれが父親を感奮させた「水平社」のナレの果てかと、情なくてたまりませんでした。
- 1973年 - 平岡正明との共著『水滸伝 窮民革命のための序説』を刊行。これより先、竹中は平岡、太田竜と窮民革命論を唱え「新左翼三バカトリオ」と呼ばれる関係にあり、『水滸伝』も太田を加えた三人の共著になる予定であった。しかし、太田は『現代の眼』1972年12月号に「「三馬鹿ゲバリスタ」への訣別状」を発表し平岡・竹中との決別を宣言[6]。竹中と平岡は、『水滸伝』の文中で太田の態度を批判している[7]。
- 1974年 - 『キネマ旬報』誌に、日本映画の黎明期を探る『日本映画縦断』を連載開始。1974年度のキネマ旬報読者賞を受賞。
- 1977年 - キネマ旬報社の内部事情で『日本映画縦断』の連載を打ち切られ、これを不当として「キネマ旬報裁判」を提起（1987年に和解）。
- 1978年 - 五木寛之の名作「戒厳令の夜」の映画化実現に、ジャバド森社長と話し合う。
- 1980年 - 「製作」として関わった映画「戒厳令の夜 (映画)」が完成する。
- 1983年 - 創価学会の初代会長であった牧口常三郎の人生をさぐる『聞書・庶民烈伝』を『潮』誌に連載開始するが、創価学会と対立して連載終了。
- 1985年 - 「風の会・講座にっぽん百年」を加々美光行、玉川信明、玉城素らと開講。
- 1989年
  - 「竹中英太郎回顧展」を企画構成、忘れられていた画家としての父親を再評価させる。
  - 7月 - NHKの番組『竹中英太郎について』に出演。
- 1990年
  - 1月 - NHK教育テレビの番組『夢よなぜ踊る／夢野久作と竹中英太郎』に出演。
  - 『平成名物TV 三宅裕司のいかすバンド天国』の審査員を務める。
- 1991年 - 肝臓癌のため千代田区の三井記念病院で死去。

## エピソード
- 『女性自身』で芸能担当ライターを始め、芸能ネタを得意とするようになった。また、芸能人、皇族、死者などの「手記」を大量に創作（代作）したという。[要出典]
- 五木ひろし、八代亜紀らを輩出した勝ち抜き形式の歌謡番組『全日本歌謡選手権』で審査員をしていた。
- 「キネマ旬報」の取材などで、頻繁に東映の幹部・岡田茂の所に出入りして、映画の企画を提案するようになり、日本の当時の性風俗などを扱った映画が1969年の『にっぽん'69 セックス猟奇地帯』を皮切りに「セックスドキュメントシリーズ」として7本、東映で映画化されている[8]。
- 1975年8月、新宿コマ劇場にてのイベント「のんすとっぷ24時間」で、台湾・沖縄・韓国の人々から戦争告発発言があったのに呼応し、浜田幸一や中山正暉に「バッジのおじさん、恥ずかしくないか」と野次を飛ばしたところ、浜田が怒って「全然恥ずかしくないな。軍閥と自民党は関係ない！」「バッジをつけているのが恥ずかしいなんて言ったやつ、出てこいよ、おまえ」と反駁。竹中は「おまえ呼ばわりされる覚えはないのだ」と応じ、「おい、ハマコー、やるかァ！」と浜田に迫ったため、司会者に制止されて事なきを得た[9]。
- 『週刊読売』掲載「エライ人を斬る」コーナーにおいて佐藤寛子（佐藤栄作夫人）を取り上げ、「庶民ぶるネコなで声の権勢欲夫人」と揶揄。佐藤側から名誉毀損で訴えると脅された『週刊読売』編集部は、1970年9月、一方的に連載を中止。激怒した竹中は佐藤寛子および務臺光雄読売新聞社社長（当時）を相手取って500万円と謝罪文掲載を要求する訴訟を東京地方裁判所に提起。8年後、読売側が謝罪文（公表しない条件）と慰謝料の支払いに応じて和解が成立した[10]。
- 1984年から国連ユニセフ親善大使に任命された黒柳徹子が、貧富の差が激しかったアフリカへ慰問に出向いた際、豪華に着飾って現地に赴いたことから「慈善行為にあるまじき格好、見当違いも甚だしい」と痛烈に批判した。この後も竹中は黒柳がアフリカに出向く度に黒柳に対したびたび批判を繰り返している。
- 評論家と呼ばれることを嫌い、晩年は「よろず評判家」と名乗っていた。
- 晩年は、テレビ番組『三宅裕司のいかすバンド天国』のゲスト審査員を務めたが、出演バンドの中ではたまを高く評価し、密着インタビューを重ねて『「たま」の本』を上梓した。『EXテレビ』に出演した際には「たまは現代のビートルズだ」と語った。
- 1990年夏に、『EXテレビ』の実験企画「低俗の限界」に出演、司会の島田紳助と上岡龍太郎と対談を行った。3人はソファーに座り、それぞれの背もたれの部分には3人の全裸女性が座っており「肩車」の要領で頭で女性の股間を隠し「頭を一切動かせない」という設定の対談だった。
- 『噂の眞相』に、匿名作家「奥月宴」のポルノ小説のイラストとして皇族の合成ポルノ写真が掲載された「皇室ポルノ事件」に際しては、奥月の正体は竹中労ではないかと取り沙汰されたが、竹中の書生をしていた宮城賢秀は竹中説を否定している[11]。

## 受賞歴
- 1991年 日本推理作家協会賞『百怪、我ガ腸ニ入ル 竹中英太郎作品譜』

## 著作
- 『団地七つの大罪 近代住宅の夢と現実』弘文堂フロンティア・ブックス、1964年12月。NDLJP:3024126。
- 『処女喪失 未婚女性の性行動』弘文堂フロンティア・ブックス、1965年
- 『美空ひばり 民衆の心をうたって二十年』弘文堂フロンティア・ブックス、1965年
  - 増補版・朝日文庫、ちくま文庫、『降臨 美空ひばり』晩聲社、2019年、Amazon Kindleも
- 『呼び屋 その生態と興亡』弘文堂フロンティア・ブックス、1966年7月。NDLJP:3013175。
- 『くたばれスター野郎! 芸能界こてんこてん』秋田書店 サンデー新書、1967年
- 『浮気のレポート 一夫一婦制度への挑戦』秋田書店 サンデー新書、1967年
- 『私の体験 喪失の悲しみをこえて』現代書房、1967年
- 『タレント帝国：芸能プロの内幕』現代書房、1968年7月。NDLJP:2517588。、復刻版・あけび書房、2024年
- 『山谷 都市反乱の原点』全国自治研修協会、1969年。新書判
- 『芸能界をあばく』日新報道、1970年
- 『スター36人斬り』実業之日本社 ホリデー新書、1970年
- 『エライ人を斬る』三一書房、1971年
- 『琉球共和国 汝花を武器とせよ』三一書房、1972年。ちくま文庫、2002年
- 『無頼と荊冠』三笠書房、1973年
- 『ニッポン春歌行 もしくは「春歌と革命」』伝統と現代社、1973年
- 『世界赤軍 夢野京太郎小説集』潮出版社、1973年
- 『逆桃源行 風と水のリズムをアジアに求めて』山と渓谷社、1974年
- 『日本映画縦断』全4巻、白川書院、1975年〜1976年
- 『琉歌幻視行 島うたの世界』田畑書店、1975年
- 『鞍馬天狗のおじさんは 聞書アラカン一代』白川書院、1976年
  - 増補版・徳間文庫、ちくま文庫、七つ森書館、晩聲社、2021年
- 『浪人街/天明餓鬼草紙 夢野京太郎のシナリオ』白川書院、1977年
- 『自由への証言』エフプロ出版、1977年
- 『タレント残酷物語 スターを食いものにする悪い奴は誰だ』エール出版社、1979年
- 『竹中労の右翼との対話』現代評論社、1981年
- 『ルポ・ライター事始』日本ジャーナリスト専門学院、1981年。ちくま文庫、1999年、晩聲社、2020年
- 『ザ・ビートルズレポート』白夜書房、1982年
- 『聞書・庶民烈伝 牧口常三郎とその時代』全4巻、潮出版社、1983年〜1987年
- 『仮面を剥ぐ 文闘への招待』幸洋出版、1983年
- 『左右を斬る 続・文闘への招待』幸洋出版、1983年
- 『人間を読む 必見・かい人21面相』幸洋出版、1985年
- 『にっぽん情哥行』ミュージック・マガジン、1986年
- 『「たま」の本』小学館、1990年
- 『無頼の墓碑銘 せめて自らにだけは、恥なく暝りたい』ベストセラーズ、1991年8月。遺著
- 『断影大杉栄』ちくま文庫、2000年
- 『芸能人別帳』ちくま文庫、2001年
- 『無頼の点鬼簿』ちくま文庫、2007年

### 編著
- 『見捨てられた在韓被爆者 日・韓両政府は彼らを見殺しにするのか』日新報道、1970年
- 『法を裁く 日弁連山根処分・抗議運動の記録』耕索社、1980年11月
- 『百怪、我が腸ニ入ル 竹中英太郎作品譜』三一書房、1990年

### 共著
- 平岡正明との共著『水滸伝 窮民革命のための序説』三一書房、1973年
- 『For Beginners 大杉栄』（貝原浩イラスト）現代書館、1985年
- 『黒旗水滸伝』上・下（原作、かわぐちかいじ画）皓星社、2000年

### 翻訳
- 『呉子』（北川衛・村山孚と共訳）経営思潮研究会、1963年

## 映画
- 団地七つの大罪（1964年） - 原作
- 処女喪失（1965年） - 原作
- にっぽん'69　セックス猟奇地帯（1969年） - 構成
- キューバの恋人（1969年） - 企画仲介
- 在韓被爆者 無告の二十六年 倭奴へ（1971年） - 企画
- 沖縄やくざ戦争（1976年） - 琉歌指導
- アジア懺悔行（1976年） - 制作
- 大殺陣 にっぽん剣優列伝 （1976年） - 演出、脚本（夢野京太郎名義）
- 山上伊太郎ここに眠る（1977年） - 監督、脚本、製作（夢野京太郎名義）
- 戒厳令の夜（1980年） - プロデュース、脚本（夢野京太郎名義）
- 俗物図鑑（1982年） - 出演

## 竹中について書かれた著作
- 鈴木義昭『風のアナキスト 竹中労』現代書館、1994年
- 木村聖哉『竹中労・無頼の哀しみ』現代書館、1999年
- 小浜司『島唄レコード百花繚乱』ボーダーインク、2009年
- 大野光明「「沖縄との連帯」に現われるナショナリズムとその批判」『情況』2010年11月号、pp.17-31、情況出版
- 鈴木邦男『竹中労 左右を越境するアナーキスト』河出書房新社、2011年

## 関連する人物
- 竹中英太郎 - 父・画家
- 夢野久作
- 平岡正明
- 太田竜
- 鈴木邦男
- 高橋鉄
- 岡留安則
- 大島渚
- 深作欣二
- 沢木耕太郎